# 雷霆女神
《雷霆女神》（英語：Thunder Force）是一部2021年美國超級英雄喜劇電影，由本·法爾科內執導。由瑪莉莎·麥卡錫、奧克塔維亞·斯賓塞、巴比·卡納佛、龐·克萊門捷夫、凱文·鄧恩、梅莉莎·李歐、詹森·貝特曼主演。於2021年4月9日在Netflix上串流。
這部電影是Netflix在2021年4月9日以隨選視訊的方式發行的。它普遍受到批評家的負面評價。

## 製作
據報導，2019年3月29日，Netflix批准了一部超級英雄喜劇電影《雷霆女神》，由本·法爾科內執導，梅麗莎·麥卡錫和奥克塔维亚·斯宾塞擔任主角。
主要攝影作品於2019年9月25日在喬治亞州的亞特蘭大開拍，並於2019年12月10日殺青。

## 外部連結
- 互联网电影数据库（IMDb）上《雷霆女神》的资料（英文）

Template:NavboxV2